# All-4-Ones diskografi
 Der er for få eller ingen kildehenvisninger i denne artikel, hvilket er et problem. Du kan hjælpe ved at angive troværdige kilder til de påstande, som fremføres i artiklen.

Diskografien for R&B gruppen All-4-One.

## Albums

### Studiealbum
| 1994                                                     | All-4-One - Pladeselskab: Atlantic Records            | 7  | 12 | 25 | 12 | 11 | 24 | 8 | 5 | 3  | - US: Guld - CAN: 3× Platin |
| 1995                                                     | And the Music Speaks - Pladeselskab: Atlantic Records | 27 | 31 | —  | —  | 13 | —  | — | — | 49 | - US: Guld - CAN: Guld      |
| 1999                                                     | On and On - Pladeselskab: Atlantic Records            | —  | —  | —  | —  | —  | —  | — | — | —  |                             |
| 2002                                                     | A41 - Pladeselskab: American Music Corporation        | —  | —  | —  | —  | —  | —  | — | — | —  |                             |
| 2004                                                     | Split Personality - Pladeselskab: Universal Records   | —  | —  | —  | —  | —  | —  | — | — | —  |                             |
| 2009                                                     | No Regrets - Pladeselskab: Peak Records               | —  | 46 | —  | —  | —  | —  | — | — | —  |                             |
| "—" markerer en udgivelse der ikke opnåede en placering. |                                                       |    |    |    |    |    |    |   |   |    |                             |

### Opsamlingsalbum
| År   | Detaljer                                       |
| ---- | ---------------------------------------------- |
| 2004 | Greatest Hits - Pladeselskab: Atlantic Records |

### Livealbum
| År   | Detaljer                                          |
| ---- | ------------------------------------------------- |
| 2005 | Live at the Hard Rock - Pladeselskab: WEA Records |

### Julealbum
| År   | Detaljer                                                |
| ---- | ------------------------------------------------------- |
| 1995 | An All-4-One Christmas - Pladeselskab: Atlantic Records |

## Singler
| År                                                       | Single                                                                   | Højeste hitliste-placeringer | Højeste hitliste-placeringer | Højeste hitliste-placeringer | Højeste hitliste-placeringer | Højeste hitliste-placeringer | RIAA   | Album                       |
| År                                                       | Single                                                                   | US                           | US R&B                       | US AC                        | UK                           | AUS                          | RIAA   | Album                       |
| -------------------------------------------------------- | ------------------------------------------------------------------------ | ---------------------------- | ---------------------------- | ---------------------------- | ---------------------------- | ---------------------------- | ------ | --------------------------- |
| 1994                                                     | "So Much in Love"                                                        | 5                            | 10                           | —                            | 49                           | 12                           | Guld   | All-4-One                   |
| 1994                                                     | "I Swear"                                                                | 1                            | 13                           | 1                            | 2                            | 1                            | Platin | All-4-One                   |
| 1994                                                     | "Breathless"                                                             | —                            | 66                           | —                            | —                            | —                            | —      | All-4-One                   |
| 1995                                                     | "(She's Got) Skillz"                                                     | 57                           | 49                           | —                            | —                            | —                            | —      | All-4-One                   |
| 1995                                                     | "Yo Te Voy a Querer"                                                     | —                            | —                            | —                            | —                            | —                            | —      | Non-album song              |
| 1995                                                     | "I Can Love You Like That"                                               | 5                            | 40                           | 2                            | 33                           | —                            | Guld   | And the Music Speaks        |
| 1995                                                     | "I'm Your Man"                                                           | —                            | 71                           | —                            | —                            | —                            | —      | And the Music Speaks        |
| 1996                                                     | "These Arms"                                                             | —                            | —                            | —                            | —                            | —                            | —      | And the Music Speaks        |
| 1996                                                     | "Someday"                                                                | 30                           | —                            | 14                           | —                            | —                            | Guld   | The Hunchback of Notre Dame |
| 1998                                                     | "Love Shouldn't Hurt" (med Michael Bolton, Tamia, og Olivia Newton-John) | —                            | —                            | —                            | —                            | —                            | —      | Ikke-album sang             |
| 1999                                                     | "I Will Be Right Here"                                                   | —                            | —                            | 24                           | —                            | —                            | —      | On & On                     |
| 2002                                                     | "Not Ready for Goodbye"                                                  | —                            | —                            | —                            | —                            | —                            | —      | A41                         |
| 2002                                                     | "Beautiful As U"                                                         | —                            | —                            | 13                           | —                            | —                            | —      | A41                         |
| 2009                                                     | "My Child"                                                               | —                            | 58                           | —                            | —                            | —                            | —      | No Regrets                  |
| 2009                                                     | "When I Needed an Angel"                                                 | —                            | —                            | —                            | —                            | —                            | —      | No Regrets                  |
| "—" markerer en udgivelse der ikke opnåede en placering. |                                                                          |                              |                              |                              |                              |                              |        |                             |